# Аренжан
Аренжан, Аранжан (XIX век) — кюйши. Родился в Западном Казахстане. Сохранился кюй Аренжана «Шалқыма». Музыкальные размеры этого кюя отличаются от других легким ритмом, простой мелодией — быстрой и жизнерадостной. На основе этого кюя созданы «Хор рыбаков» в опере Е. Г. Брусиловского «Дударай», хоровая капелла Б.Байкадамова, музыкальная пьеса И. В. Великанова для эстрадного оркестра. Аудиозапись кюя «Шалқыма» впервые была осуществлена народным артистом Казахстана Л. Мухитовым.